# KCBS-TV
KCBS-TV（チャンネル2）は、アメリカ・カリフォルニア州ロサンゼルスにあるテレビ局で、CBSネットワークの西海岸の旗艦局である。同ネットワークのCBSニュース・アンド・ステーションズ部門が、独立局のKCAL-TV（チャンネル9）と共に直営している。両局はロサンゼルスのスタジオシティセクションのラドフォード・アベニューにあるCBSスタジオセンターでスタジオを共有し、KCBS-TVの送信所はウィルソン山の西側、オクシデンタル・ピーク近くにある。
CBSニュースと提携していることを除けば、2017年以来、サンフランシスコのKCBSラジオ（740 AM）とは全く関係がない。2017年にロサンゼルスのKCBSラジオとKCBS-FM（93.1）をエンターコム（Entercom、現：オーダシー）に売却したことで、CBS傘下の3つの放送局の間で70年近く続いた共同所有権に終止符が打たれた。

## 歴史

### 初期（1931年～1948年）
KCBS-TVは、アメリカ合衆国西部で継続的に運営されている最古のテレビ局である。太平洋岸に一連のラジオ局を所有していたドン・リー・ブロードキャスティングによって開局され、連邦通信委員会（FCC）の前身である連邦無線委員会（FRC）によって1931年6月に実験的なテレビ局「W6XAO」として最初に認可された。同年12月23日に放送を開始し、1933年3月までに月曜日から土曜日まで毎日1時間番組を放送していた。機械式カメラを使用しており、80ラインの画像でフィルム映像のみを放送していたが、1932年には全電子式の受信機を使用していた。1935 年に放映され、1936年6月に300ラインの画像を生成する改良された機械式カメラを使用して再登場した。1937年8月までに、W6XAOは毎週6日間の番組編成を行い、1938年4月にはライブ番組を開始した。
1939年までに、完全な電子システムを使用し、画質は441回線に改善された。当時、視聴者数の楽観的な見積もりは1,500人だった。受信機セットの多くはテレビ愛好家によって作られたが、ロサンゼルスでは市販のセットが入手可能だった。週6日間のスケジュールは、4夜がライブタレント、2夜が映画で構成されていた。1942年までに、ロサンゼルス地域には推定400～500台のテレビセットがあり、ドン・リー・ブロードキャスティングは、ウィルシャー・ブラウン・ダービー、キーファーズ・パイン・ノット・ドライブイン、ヴァイン・ストリート・ブラウン・ダービー、グリフィス天文台、ミラマー・ホテル（サンタモニカ）、ハリウッド・ルーズベルト・ホテル、ウィルシャー・ブールバードのザ・タウン・ハウスといった公共の場所にテレビ受信機を設置した。第二次世界大戦中、番組編成は隔週月曜日の3時間に短縮された。局の周波数は1946年3月にチャンネル1からチャンネル2に切り替えられ、FCCは完全に廃止する前にチャンネル1を低電力コミュニティテレビ局用に予約することを決定した。1948年5月6日に「KM2XBD」として（カリフォルニア州ではKTLAに次ぐ2番目の）商用ライセンスを付与されたが、「KTSL」と呼ばれ（1950年10月9日に正式にコールサインを「KTSL」に変更した）、ドン・リーの息子であるトーマス・S・リー（Thomas S. Lee）に因んで名付けられた。同年後半にデュモン・テレビジョン・ネットワークと提携した。KTSLはまた、同年、ABCで1953年から1954年のシーズンに全国的に放送され始めたミュージカル/クイズシリーズであるピーター・ポッターの『ジュークボックス・ジュリー』を開始した。後に有名になった多くのエンターテイナーが番組に出演し、レコード会社からの最新リリースを審査した。

### CBSの買収（1949年～1984年）
1949年から、CBSはKTTV（チャンネル11、現：FOX直営局）と提携しており、同局では同ネットワークが49%の少数株主持分を保有していた。
トーマス・S・リーの死後、ドン・リーの放送権は1950年に売却された。ゼネラル・タイヤ・アンド・ラバーは、KHJラジオを中心に、ドン・リーの全ての放送局を購入することに同意したが、KTSLをCBSにスピンオフすることを選択した。その後、CBSはKTTVの株式を同局の過半数パートナーである「ロサンゼルス・タイムズ」に売却し、1951年1月1日に全てのCBS番組はKTSLに移行した。同年10月28日、コールサインを「KNXT」（おそらく「KNX Television」を意味する）に変更し、CBSのロサンゼルスのラジオ局であるKNX（1070 AM）に合わせた。また、送信所を実験局時代から基地としていたリー山からウィルソン山に移した。

### KCBS-TVとして（1984年～現在）
1984年4月2日正午、KNXTはコールレターを現在の「KCBS-TV」に変更した。以前のKNXTのコールレターは、後に1986年から2021年までフレズノの無関係のテレビ局（現：KIFR）によって使用された。1997年には、イリノイ州シカゴの姉妹局WBBM-TVとニューヨーク市のWCBS-TVに続いて、放送中のイメージに「CBS 2」という略称を採用した。1980年代から1990年代にかけて、KNXT/KCBS-TVは『2・オン・ザ・タウン（2 on the Town）』、『イブニング・マガジン』やKABC-TVの『アイ・オン・L.A.（Eye on L.A.）』に似たローカル番組、長年のお天気キャスターであるマクロビオ・ペレス（Maclovio Perez）がホストを務める土曜日朝の子供向けゲーム番組『KidQuiz』など、いくつかのローカル番組を制作していた（2000年代半ばには、姉妹局のKCAL-TV が『9・オン・ザ・タウン（9 on the Town）』という番組を放送していた）。
2002年、KCAL-TVがヤング・ブロードキャスティングからバイアコムに買収された後、KCAL-TVの姉妹局になった。
2007年4月21日、KCBSとKCALは、ハリウッドの歴史的なCBSコロンビア・スクエアから、スタジオシティのCBSスタジオセンターにある完全デジタルの施設に移転した。この移転により、KTLAは、ロサンゼルスでハリウッドを拠点とする唯一の放送局（ラジオまたはテレビのいずれか）になった。
VHFチャンネル2のアナログ信号を停止し、2009年6月12日の13:10に、アナログからデジタルテレビへの連邦政府の義務付けられた移行の一環として、アナログ常夜灯サービスに切り替えた。移行に伴い放送から除外された高域UHFチャンネル（52～69）の1つ、移行前のUHFチャンネル60からデジタル信号をUHFチャンネル43に移行し、PSIPを使用してKCBS-TVの仮想チャンネルをデジタルテレビ受信機では2として表示した。
2014年10月21日、CBSとワイゲル・ブロードキャスティングは、2015年の第2四半期に、チャンネル2.2のKCBS-TVを含む、CBSが所有する全ての放送局で開始される予定のディケイズと呼ばれる新しいデジタルサブチャンネルサービスの開始を発表した。2018年9月3日、ディケイズは2.2でスタートTVに置き換えられ、ディケイズはワイゲルのKAZA-TVに移行した。
2019年12月4日、CBSコーポレーションとバイアコムはバイアコムCBS（現：パラマウント・グローバル）に再編された。

## 番組

### シンジケート番組
CBSネットワークのスケジュールに加えて、KCBS-TVのシンジケート番組（2020年9月現在）には、『ドリュー・バリモア・ショー』、『ドクター・フィル』、『インサイド・エディション』、『エンターテイメント・トゥナイト』、『ジャッジ・ジュディ』などがあり、これらは全て企業のいとこであるCBSメディア・ベンチャーズによって配給される。

### スポーツ番組
1956年、CBSがNFLの試合の放送を開始すると、ロサンゼルス・ラムズの試合がチャンネル2で放映された。この提携は、FOXがNFCゲームの放送権を引き継いだ1993年シーズンまで続き、ラムズがセントルイスに移転する前の1994年の1シーズン、KTTVが新しいホームステーションになった。ラムズが2016年にロサンゼルスに戻ると、チャンネル2は、ラムズがAFCの対戦相手をホストするゲームと、CBSが放映するクロスフレックスゲームを放映し、KCBSは以前、2016年から2019年までラムズのプレシーズンゲームを放映し、過去数年間、チームがロサンゼルスに初めて滞在した時に断続的に放映した。1982年から1993年にかけて、チャンネル2は、スーパーボウルXVIIIでの勝利を含め、ロサンゼルス滞在中のレイダースの全てのホームインターカンファレンスゲームも放映した。また、ラムズが準優勝したスーパーボウルXIVと、パサデナ近くのローズボウルで開催されたスーパーボウルXXIの放送も行った。最初のスーパーボウルがロサンゼルス・メモリアル・コロシアムで開催され、CBS（当時は合併前のNFLの本拠地）とNBC（アメリカン・フットボール・リーグのホームネットワーク）の両方で全国的に放映された時、KNXTとKNBCでは、ゲームが完売したかどうかに関係なくホームゲームをローカルで表示することを許可しなかったナショナル・フットボール・リーグのテレビ放送停止ポリシー（1970年のリーグ合併に持ち越された）により、ゲームはローカルで放送停止され、この方針はスーパーボウルの開催都市にも及んだ。1973年シーズンから、放送停止の規則が緩和された。ホームゲームは、ゲームが72時間前に売り切れる限り、地元の市場でテレビ放映することが許可された（2015年に放送停止規制が全面解除）。
2017年、NFLのチャージャーズフランチャイズの非公式の「ホーム」ステーションとなり、同年1月12日に、長年のホームであるサンディエゴを離れてロサンゼルスのラムズに参加するオプションを行使したと発表した。新しく移転し改名されたロサンゼルス・チャージャーズはAFCの一部であるため、殆どのゲーム（ロードゲームの大部分、AFCの対戦相手とのホームゲーム、FOXからクロスフレックスされた一部のゲーム）はCBSによって運営されている。チャージャーズがサンディエゴにいる間、ロサンゼルスは以前はチャージャーズの流通市場であったため、KCBSは既にチームのロードゲームを放送する必要があった。2020年シーズンからチャージャーズプレシーズンゲームの放送を再開する予定だったが、新型コロナウイルス感染症（COVID-19）のパンデミックがアメリカに影響を与えたため、NFL全体のプレシーズンゲームは中止され、再スケジュールされず、チャージャーズの2021年のプレシーズンゲームを放送することになった。以前、2002年から2015年までチャージャーのプレシーズンゲームを放映していた。
元チャージャーズのスポーツディレクターであるジム・ヒルは、1976年から1987年まで、KNXT/KCBS-TVでの最初の任務の間、CBSスポーツのスポーツキャスターだった。その後、ヒルはKABC-TVのスポーツディレクターになるために退社したが、1992年にKCBS-TVに戻り、それ以来、スポーツディレクターを務めている。KCBSとKCAL-TVのスポーツキャスターでもある他の元アスリートは、エリック・ディッカーソン、ジム・エヴェレット、ジェームズ・ウォージー、エリック・キャロスである。
1973年から1990年まで、『NBA on CBS』を通じてロサンゼルス・レイカーズの試合を放映し、これには、レイカーズがショータイム時代に8回NBAファイナルに出場し、5回勝利したことが含まれる。メジャー・リーグ・ベースボールとのCBSの契約により、1990 年から 1993 年までチャンネル2で放映されたドジャースとエンゼルスの試合を選択した。

### ニュース運用
KCBS-TVは現在、毎週23時間10分間の地元制作のニュース番組を放送している（平日・土曜日：それぞれ3時間35分、日曜日：3時間）。

#### ニュース部門の歴史
1961年、KNXTは国内初の「ニュース時間」の1つを制作した。それは、45分間のローカルニュース、『The Big News（ザ・ビッグニュース）』で始まり、ジェリー・ダンフィー、伝説の天気予報士ビル・キーン、スポーツキャスターのギル・ストラットンが出演した。平日18:30から19:15まで放送され、当時15分間の『CBSイブニングニュース』が放送され、ニュース時間が終了した。また、特命リポーターのモーリー・グリーンと「人間の苦境」のエッセイスト、ラルフ・ストーリーも取り上げられた。このチームと形式により、KNXTはロサンゼルスで最高視聴率のニュース放送局になった。時々、ロサンゼルスのテレビセットの4分の1が『The Big News』とその夜遅く放送される『Eleven O'Clock Report』に合わせられた。これは、この地域のテレビニュース番組としては史上最高の視聴率だった。ステーションは最終的にハワード・ギンゴールドやソール・ヘルパートなどのリポーターを追加し、サクラメント、サンフランシスコ、オレンジ郡に報道支局を追加し、それぞれに常勤の特派員とカメラクルーを配置した。
『The Big News』は1963年9月に1時間に拡大され、新しい30分間の『CBSイブニングニュース』につながった。『The Big News』と『Eleven O'Clock Report』のカラー放送は1966年8月に始まった。最終的に、KNXTは2時間半のローカルニュース番組と深夜のニュース番組に拡大した。KNBCは、1960年代に視聴者とKNXTと直接対決した。しかし、1970年代半ばに、ライバルのKABC-TVがKNXTの費用でローカルニュースの視聴率を獲得し始めた。1975年、KNXTはダンフィー（すぐにKABCに雇われた）を解雇し、セントルイスにある当時のCBS直営局KMOX-TV（現：KMOV）でアンカーを務めていたパトリック・エモリーに取って代わられた。その後、KNXTはKABC-TVの『Eyewitness News』に似た形式を採用し、アンカー間の「ハッピートーク（Happy Talk）」が行われた。しかし、変化はどこにも行かなかった。他のCBS所有局の殆どがそれぞれの都市の視聴率を独占していたのと同じように、KNXTは急速に最下位に落ちた。
1975年から2006年までの殆どの期間、KNXT/KCBS-TVは、この地域のローカルテレビニュース番組の中で、ロサンゼルスのテレビ視聴率における主要な競合相手ではなかった。この期間中、チャンネル2は頻繁にニュース番組のタイトル（1973年に『The Big News/Eleven O'Clock Report』から『Channel 2 News』に、1976年に『Newsroom』に、1978年に『Channel 2 News』に戻る）と形式をスタイルに変更したが、しばしば失敗し、物議を醸すことさえあった。1986年9月、チャンネル2は16:00から18:30までのニュースブロックにニュースホイール形式を実装し、各時間毎のニュースは20分間のニュース放送で始まり、特定のトピックとテーマに特化した2つの20分間の番組が続き（例えば、番組の早い段階でエンターテインメントやライフスタイルのニュースがあり、番組の後半で難しいニュースがあった）、30分間のローカルニュースリポートで締めくくられた。この形式は、批評家と視聴者の両方から酷評され、標準的なニュース放送を支持してわずか1ヶ月後に終了された。
前述の変更の一環として、1986年から1987年にかけて、19:00のニュース番組を制作し、その直前の18:30に『CBSイブニングニュース』を放映した。また、ロサンゼルス地域で18:30にローカルの夕方のニュース放送を提供した最後の放送局でもあった。CW提携局のKTLA は、2009年1月にその時間枠でニュース放送を開始した。KCBSは、様々な時点で16:00に午後遅くのニュース番組を制作した。サウスランド地方で初めて16:30にニュースが放送され、後に1時間に延長された。
1980年代後半から1990年代前半にかけて、『Action News』形式が導入された。この形式では、KCBSのニュース放送がタブロイド形式を採用した。同形式はニューススタッフを悩ませ、1993年にニュースディレクターのジョン・リップマンを解雇する結果となったメモが配布された。リップマンは多くの人から激しく批判され、伝えられるところによると、報道スタッフと多くの対立があり、特に彼とアンカーのマイケル・タックとの突き合わせ試合があった。KCBSの視聴率はすぐに低下した。
KCBS-TVの標準以下のパフォーマンスに非常に当惑したCBSの経営陣は、ビル・アップルゲイト（Bill Applegate）をゼネラルマネージャーとして迎えることで対応した。アップルゲイトは以前、シカゴの姉妹局WBBM-TVでゼネラルマネージャーを務めていたことがあり、1970年代初頭に同局でリポーターとして雇われていた。アップルゲイトはWBBM-TVのニュース放送を以前より派手にしたことで批判されていたが、KCBS-TVのニュース放送の形式をトーンダウンすることに着手した。彼の戦略の1つは、ジェリー・ダンフィーを含む他のロサンゼルス地域の放送局から人気のあるアンカーやリポーターを連れてくることだった（ダンフィーはその後、KABC-TVとKCAL-TVにアンカーとして出演し、どちらもダンフィーの任務中にニュース番組で高い視聴率を得た）。また、同僚のアン・マーティン、ジョージ・フィッシュベック、KABC-TVのポール・ダンドリッジ（Paul Dandridge）、マーク・クーガン（Mark Coogan）、ラリー・キャロル（Larry Carroll、KABCとKCALでダンフィーと働いていた）もダンフィーに加わった。 KNBCの2人のパーソナリティ、リンダ・アルバレス（Linda Alvarez）と消費者担当リポーターのデイビッド・ホロウィッツもチームに加わった。
KCBSの視聴率は向上したが、アップルゲイトは最終的に1996年のCBSとウェスティングハウス・エレクトリック・コーポレーションとの合併の犠牲者となった。アップルゲイトは、到着して間もなく、KCBSのシンジケート番組をめぐってウェスティングハウスと口論した。ウェスティングハウスの経営陣はこのことを決して忘れず、アップルゲイトは解雇された最初の経営陣の1人だった。『Action News』のブランディングは1996年後半に廃止され、ニュース放送は一時的に『Channel 2 News』に戻された後、1997年春に現在の『CBS 2 News』に改名された。前述のCBSとウェスティングハウスの合併により1996年3月にKCBSを解雇されたダンフィーは、1997年11月にKCALに戻った。
1998年に16:00のニュース番組を廃止し、最初のシーズンの後に終了された短命のシンジケートトーク番組『ハウィー・マンデル・ショー』を支持し、1999年には広報番組『Women 2 Women』を放送した。バイアコムがKCAL-TVを買収した後、KCBSは16:00のニュース番組を再導入したが、現在はKCALでのみ放送されている。
21世紀の初めに、視聴率の地下室から抜け出すための別の試みを開始した。KNBCの『トゥデイ・イン・L.A.』元アンカーのケント・ショックネックは、2000年にKCBSに入社し、朝の共同アンカーになった。その後、2001年にKABCの長年のアンカーであるハロルド・グリーンを17:00と23:00のニュース番組のアンカーとして雇った。翌年、グリーンはKABCでの以前のパートナーであるローラ・ディアスに加わった。2004年、ミネアポリス・セントポールのKAREで長年アンカーを務めていたポール・メイガーズが、17:00と23:00のニュース番組でグリーンに取って代わり、グリーンを午後4時と6時の番組に押し上げた。16:00のニュースは、2004年9月にKCBS に『ドクター・フィル』が登場したことで、KCAL-TVに移動した。2005年初めに、長年、KABCの気象予報士を務めていたジョニー・マウンテンがKCBSに移籍し、多くの人を驚かせた。最初は、これらの変更のいずれも、KCBSがロサンゼルスのニュース視聴率の要因に近づくことにはならなかったように思われた。しかし、2006年4月、『ドクター・フィル』からの強力な引き込みにより、17:00にKABCから2位の座を獲得した。KCBSはKABCとKNBCを抜き、30年ぶりに23:00に1位になった。
2007年のスタジオシティへの移転は、KCBSとKCAL-TVに多くの変化をもたらし、デイビッド・ジャクソン（David Jackson、1990年代初頭にKCALに定着した後、複占に戻った）、ケリー・キルブライド（Kerry Kilbride）、リポーターのジェイ・ジャクソン（Jay Jackson）、ポール・ダンドリッジ（Paul Dandridge）、ディルバ・ヘンリー（Dilva Henry）、リンダ・アルバレス（Linda Alvarez）、スポーツアンカーのアラン・マッセンゲール（Alan Massengale）、デイブ・クラーク（Dave Clark、オークランドのKTVUに向けて去った）など、いくつかのニュースパーソナリティが去った。両局はまた、地元のニュース番組、スポーツ番組、広報番組を全て高解像度で放送し始め、ロサンゼルスでこれを行う3番目と4番目の放送局となった（2006年2月のKABC-TV、2007年1月のKTLAに続く）。さらに、KCBSとKCAL-TVは現在、完全にテープレスのニュースルームで運営されている。このニュースルームは、両放送局の元アンカーである故ジェリー・ダンフィー（Jerry Dunphy）に因んで名付けられた。「ダンフィー・ニュースルーム（Dunphy Newsroom）」はCBSニュースとも共有されており、ロサンゼルス/西海岸支局として運営されている。
2008年4月1日、CBSテレビジョン・ステーションズ部門はテレビ史上最大規模の予算削減を実施し、全ての放送局でスタッフのレイオフを実施した。人員削減の結果、KCBS/KCALから約10人から15人のスタッフが解放された。18:00のアンカー、ハロルド・グリーン（Harold Greene）とアン・マーティン（Ann Martin）は、どちらもKCAL-TVの16:00のニュース放送のアンカーを務めていたが、テレビニュースから引退することを選択した（グリーンとマーティンは、同年6月に契約が満了する予定で、どちらもレイオフの対象とされていた）。さらに、KCBS の長年のレポーターであるジェニファー・サビー（Jennifer Sabih）と、レポーターのグレッグ・フィリップス（Greg Phillips）とジェニファー・デイビス（Jennifer Davis）が放送局から解雇された。

##### NewsCentral時代

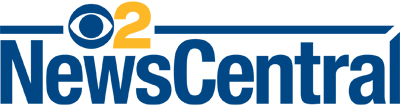
『CBS2 NewsCentral』ロゴ。

2009年9月19日、KCBSとKCALは統一された『NewsCentral』ブランドを採用した（以前はシンクレア・ブロードキャスト・グループが運営していた同名のニュース組織とは無関係である）。同ニュース放送は、辺境のコミュニティからのニュース記事を含む、より多くのコミュニティニュースをカバーするように再焦点を合わせた。ロサンゼルス・ニュースペーパー・グループや他のメディアニュース・グループ新聞のローカルニュースのヘッドラインがニュースティッカーに表示され、視聴者からのビデオと写真の「ストリートチーム（Street team）」投稿物が取り上げられ、リポーターは個々の放送局のブランドではなく『NewsCentral』で記事を締めくくり、マイクフラッグとニュース車両は両方の放送局のロゴを同時に表示するようにブランド化された。同ニュース放送は、ベンチュラ郡、インランド・エンパイア、オレンジ郡にリポーターを配置し、2台のヘリコプター（エンジェル・シティ・エア（Angel City Air）に下請け、リポーターのラリー・ウェルク（Larry Welk）が所有）を備えた唯一のロサンゼルスのテレビ局であり、アメリカの他のどのテレビ局よりも多くのローカルニュースを制作したと主張した。エド・アズナーが新しいニュース放送を紹介した。CBSは、ニュース収集リソースをプールしている他の放送局に対応してこの動きが行われたことを否定した。
2009年11月のスイープ中の新しい形式での視聴率は、KCBSが重要な時間枠でKABC-TVとKNBCに遅れをとっていることを示した。2009年12月10日、KCBS/KCALの社長を1年務めたパトリック・マクレネハンが辞任し、ダラス・フォートワースでCBSが所有する複占を監督していたスティーブ・モールディン（Steve Mauldin）が後任となった。その週、『NewsCentral』ブランドは取り消され、『CBS 2 News』と『KCAL 9 News』のアイデンティティが復元された。NewsCentralのグラフィック、マイクフラッグ、ロゴは当面維持されたが、放送中のタレントはもはや『NewsCentral』ブランドを参照しなかった。

##### 2010年～2022年
2010年春までに、新しい経営陣はKCBSのニュース運営に大きな変化をもたらした。ベテラン予報士のジョニー・マウンテンは引退し、妹のKCALのジャッキー・ジョンソン（Jackie Johnson）に取って代わられた。主要ニュース放送でアンカーのポール・メイガーズ（Paul Magers）に加わったのは、KCALのベテランであるパット・ハーヴェイ（Pat Harvey）だった。朝の放送も刷新され、新しく改名された『CBS 2 News』は、元々ディック・マークスによって書かれ、1970年代からKCBSによって断続的に使用されていた長年の10音符のロゴに基づいて、フランク・ガリによって新しいグラフィックデザインとテーマ音楽が与えられた。
2011年8月3日、スタジオシティの施設から発信された最初のCBS全国ニュース番組で、スコット・ペリーがアンカーを務める『CBSイブニングニュース』の版は、ダンフィー・ニュースルームから生で制作された。
2012年1月14日、KCBS（及び姉妹局KCAL）は、週末朝のニュース番組の放送を開始し、KABC-TV、KNBC、KTLAが提供するものと競合する。KCBSは、土曜・日曜朝にローカルニュース放送をスケジュールした最後の主要市場のCBS所有の系列局の1つだった。
2019年6月、CBSニュースは、チャンネルへの独占番組、全てのKCBSとKCALのニュース放送の同時放送、一部のCBSニュースの番組を特徴としているCBSNオンラインニュースネットワークのロサンゼルスバージョンを立ち上げた。これは、2018年11月に開始されたケーブルベースのSpectrum News 1 Southern Californiaに続いて、現在運用されているロサンゼルス地域を対象とした2番目のケーブル/ストリーミングニュースチャンネルである。ロサンゼルスのテレビ市場で最初のケーブルニュースネットワークはオレンジ・カウンティ・ニュースチャンネル（OCN）で、1990年から2001年まで運用されていたが、オレンジ・カウンティ・ニュースチャンネルは、オレンジ郡内のケーブル視聴者のみを対象としており、利用可能だった。OCNの晩年、KCBSは同チャンネルのニュースパートナーであり、OCNのリポーターやニュース記事は、チャンネル2の朝のニュース番組のヘッドラインコーナーを含む、様々なニュース番組で取り上げられた。

##### 2022年～現在
2022年7月13日、KCBSが拡大し、4:00から11:00まで放送される朝のニュース番組をKCALに移すことが発表された。代わりに、KCBSは、太平洋時間4:00から6:00まで『CBSモーニングス』の東海岸版の生放送を放映し、続いてKCALの朝番組の6時台を同時放送し、『CBSモーニングス』の西海岸版を放映する予定だった。CBSニュース・アンド・ステーションズ社長のウェンディ・マクマホン（Wendy McMahon）は、この変更を「視聴者増加の機会」と呼び、KCALの早朝のラインナップは主に有料番組で構成されていたこと、及び変更により、ローカル・全国のニュースの両方に追加のオプションが視聴者に提供されることを挙げた。同時に、CBSがKCALをロサンゼルスの複占の主要なローカルニュースアウトレットとして宣伝することを計画していることも明らかになった。新しい朝のニュース番組は2023年1月5日に初放送され、この時点で、KCBSのニュース番組も『KCAL News』にブランド変更された。

#### 注目の現役放送スタッフ
- デマルコ・モーガン（英語版） - アンカー
- パット・ハーヴェイ（英語版） - アンカー

##### スポーツ放送チーム
- ジム・ヒル（英語版） - スポーツディレクター